# Amanojaku
Amanojaku, ou Amanjaku (天邪鬼, "um espírito muito mau") é um youkai japonês parecido com um demônio. Geralmente é descrito como um pequeno oni que consegue despertar os desejos mais sombrios em uma pessoa.
A mais famosa história em que amanojaku aparece é no conto de fadas, Urikohime (瓜子姫, "princesa melão"), em que uma menina nasce de um melão e é adotada por um casal de idosos.
Ingenuamente ela solta amanojaku, que rapta ou devora ela.

## Amanojaku na religião
O amanojaku é derivado do Amanozako (天探女), uma divindade má do xintoísmo, que também tem a natureza contraditória e a habilidade de ver o coração da pessoa.
Essa criatura também aparece no budismo, mas provavelmente seria um sincretismo com yaksha, que é o oponente dos ensinamentos budistas.

## Amanojaku na cultura popular
- Existe um grupo de taiko chamado Amanojaku, fundada em 1986 por Yoichi Watanabe.

- Em Nurarihyon no Mago, Amanojaku é um youkai que durante o dia é homem e durante a noite é mulher.

- Amanojaku é um demônio que se alimenta do medo dos humanos, no anime História de Fantasmas (em japonês 学校の怪談) ele acorda de um sono profundo depois de ter o Local de onde ele dormia Destruido. Satsuki Miyanoshita que é a personagem Principal do anime, tenta colocar Amanojaku para dormir depois de ser atacada, mas como o local de onde ele dormira foi destruido ele acaba sendo aprisionado no corpo de um gato chamado Kaya. Kaya virou um membro da familia Miyanoshita após aparecer no enterro da mãe de Satsuki Miyanoshita. Desde então amanojaku vive com a familia Miyanoshita.

- O narrador do mangá Legend of the Overfiend se chama Amano Jyaku.

- Em japonês, o termo amanojaku também se refere a uma pessoa que é contraditória e bebe muito sake.
- Em Touhou a personagem Seija Kijin é uma youkai com poder de deixar o mundo com as pernas para o ar, mudando a direção das suas habilidades durante o jogo e a forma de controlar seu personagem.